# Клинова-Новоселівка
Клинова-Новоселівка (до 2024 року — Олександрівка) — село в Україні, у Золочівській громаді Богодухівського району Харківської області. Населення становить 1671 осіб.

## Географія
Село Клинова-Новоселівка розташоване по обидва береги річки Грайворонка (стара назва Козача). Вище за течією до нього примикає село Широкий Яр (розташоване за 500 м від Клинова-Новоселівка), нижче за течією примикає село Івашки (впритул примикає до Клинова-Новоселівка), на правому березі розташовані села Завадське і Скорики.
Відстань до райцентру становить понад 16 км і проходить автошляхом Т 2103. У селі діє пункт контролю через державний кордон з Росією—Клинова-Новоселівка - Безіменне.
Село має дві осі: головна витягнута вздовж річки Грайворонка по її лівому березі від Лютівки до Івашки, перпендикулярна їй витягнута від річки Грайворонка по лівому березі довгого Цукрового ставка на Тимофіївському струмку до Тимофіївки.
По селу протікає кілька струмків з загатами. Всього великих ставків два: Цукровий (основний) на Тимофіївському струмку, на правому березі якого розташований Конгресівський цукровий комбінат, а на лівому — історична частина села. У ставку водяться короп звичайний, короп дзеркальний, плітка, карась. Інший ставок знаходиться за молочною фермою на дорозі до Росії, до якого від нього 4 км.
Історична частина села, обнесена на початку XX століття при будівництві цукрового заводу стіною з шлаку для запобігання доступу сторонніх, розташована на височині на лівому березі Грайворонки над Цукровим ставком. Там знаходяться будинок колишнього керуючого заводом (вул. Леніна, 1), водокачка, старий дореволюційний парк, а за ними — школа. На даний момент стара стіна навколо заводу збереглася, навколо селища збереглася частково.
Поруч із селом великі відстійники (для жому цукрового буряка), до них і до цукрозаводу проведено окрему залізничну гілку.

## Назва
На початку село іменувалося «Кленове» тому, що в яру, де зараз ставок цукрозаводу і в Кочержиному яру росли кленові ліси. Потім село отримало назву «Клеопатрівка» на ім'я жорстокої поміщиці Клеопатри, але селяни її називали «лепатрой» і це слово дало привід називати село Лепатрівкою. Минуло багато років, але дотепер деякі старі люди не називають село Олександрівкою, а Кленовим або Лепатрівкою.
1 березня 1881 було організовано вбивство царя Олександра II. У таємний союз входив чоловік Клеопатри граф Володимир Клейміхель, який після вбивства царя втік з Петербурга в Лютівку, щоб не бути арештованим. Він хотів вбити свою дружину Клеопатру. Але в Лютівці йому сказали, що вона поїхала до свого маєтку, який знаходиться за Бєлгородом. Граф поїхав у вказане місце, але дружини не було там, а жителі повідомили, що жандарми шукають його, щоб заарештувати. Він сів на коня і поїхав з маєтку, а дорогий випив отруту і помер на коні. Причини замаху на вбивство дружини невідомі. На царський престол вступив Олександр III, село Липатрівка було перейменовано в Олександрівку. Ця назва зберіглася й до цього часу. Після загибелі чоловіка Клеопатра залишилася з сином Миколою. Все подальше життя поміщиця присвятила синові.
19 вересня 2024 року Верховна Рада підтримала перейменування села Олександрівка на Клинова-Новоселівка у рамках деколонізації. 26 вересня 2024 року перейменування набуло чинності.

## Історія
Село утворилося у другій половині 18 століття. Населення займалося землеробством і кустарними ремеслами. За словами старожилів, першими поселенцями були кріпаки сіл Кондровки, Антонівки, Охтирки, Богодухова та інших. Поміщики міняли селян за собак і розміщували на своїх землях. Пізніше тут оселилися і солдати царської армії. Прізвища та імена перших жителів не відомі.
12 червня 2020 року, розпорядженням Кабінету Міністрів України № 725-р «Про визначення адміністративних центрів та затвердження територій територіальних громад Харківської області», увійшло до складу Золочівської селищної громади.
19 липня 2020 року, в результаті адміністративно-територіальної реформи та ліквідації Золочівського району, село увійшло до складу Богодухівського району.

## Населення
Згідно з переписом УРСР 1989 року чисельність наявного населення села становила 1799 осіб, з яких 829 чоловіків та 970 жінок.
За переписом населення України 2001 року в селі мешкало 1669 осіб.
Мова
Розподіл населення за рідною мовою за даними перепису 2001 року:
| Мова       | Відсоток |
| ---------- | -------- |
| українська | 89,05 %  |
| російська  | 10,47 %  |
| білоруська | 0,24 %   |
| молдовська | 0,06 %   |
| угорська   | 0,06 %   |

## Відомі люди
У селі народився радянський письменник Автомонов Павло Федорович.